# Strukturierte Kreditorreferenz
Die Kreditorreferenz (auch Structured Creditor Reference, SCOR oder umgangssprachlich SCOR-Referenz) ist ein internationaler Standard im Zahlungsverkehr, basierend auf der ISO-Norm 11649, die Ende 2008 eingeführt wurde.
Die Verwendung von SCOR erlaubt einem Unternehmen die eingehenden Zahlungen, anhand der im Verwendungszweck ersichtlichen Referenz, automatisch der dazugehörigen ausgegangenen Rechnung zuzuweisen. Die Referenz kann unter Berücksichtigung der Struktur frei vom rechnungsstellenden Unternehmen vergeben werden. Anzumerken ist, dass die Kreditorreferenz nicht unbedingt eindeutig sein muss und auch mehrmals vergeben werden kann.
Die Kreditorreferenz wurde erstmals mit dem SEPA rulebook 3.2 implementiert und findet Anwendung im EPC-QR-Code, der als QR-Code für Überweisungen genutzt werden kann. 

## Implementierung
Ein Lieferant fügt die Kreditorreferenz seinen Rechnungen hinzu. Wenn ein Kunde die Rechnung bezahlt, schreibt das Unternehmen die Referenz anstelle der Rechnungsnummer in den Verwendungszweck der Überweisung.

## Struktur
Die Kreditorreferenz ist eine alphanumerische Zeichenfolge mit bis zu 25 Zeichen, die mit den Buchstaben "RF" beginnt. Nach den Buchstaben folgen zwei Prüfziffern, die bestätigen, dass die Referenz korrekt eingegeben wird.
Der restliche Teil der Gläubigerreferenz (bis zu 21 alphanumerische Zeichen) ist die frei zu vergebende Referenz. Diese kann ohne weitere Einschränkungen bestimmt werden. 
Beispiel: RF18 5390 0754 7034 (In diesem Beispiel ist "18" die Prüfsumme. Die Kreditor-Referenz wird im Druck-Format dargestellt.)
Beispiel: RF18000000000539007547034 (In diesem Beispiel ist die Referenz die Gleiche, aber im digitalen Format  -alle 25 Zeichen vorhanden.)